# Алам, Драбир
Драбир Алам (англ. Drabir Alam, род. 5 мая 1984) — бангладешский шоссейный велогонщик.

## Карьера
Начал заниматься велоспортом из-за проблем со здоровьем, когда ему было 35 лет.
10 декабря 2021 года вместе с ещё тремя велогонщиками в столице Бангладеш Дакке в неблагоприятных условиях после циклона Джавад установил рекорд по наибольшему расстоянию, пройденному эстафетной командой на велосипедах за 48 часов который составил 1670 км. Через месяц рекорд был зарегистрирован в книге рекордов Гиннесса.
В середине сентября 2022 года выступил на чемпионате мира в индивидуальной гонке, став первым представителем Бангладеш на чемпионате мира. По её итогам занял последнее 48-е место, уступив 19 минут 10 секунд её победителю Тобиасу Фоссу и 7,5 минут занявшему предпоследние место Эдварду Оингерангу.

## Достижения
2022
48-й на Чемпионат мира — индивидуальная гонка